# Kvaka 22
Kvaka 22 (eng. Catch-22) američki je satirični ratni roman pisca Josepha Hellera, prvi put objavljen 1961. Roman, smješten tijekom Drugog svjetskog rata od 1943. pa nadalje, se često spominje kao jedno od velikih djela književnosti 20. stoljeća
Roman slijedi Yossariana, bombardera ratnog zrakoplovstva, te mnoge druge likove, koji su smješteni na otoku Pianosa kraj Italije i pokušavaju napustiti vojsku prije nego što poginu. Struktura romana se u nekim poglavljima vrti u krug, tako da jedan događaj nadopunjuje drugi.
Po knjizi je 1970. snimljen istoimeni film koji je režirao Mike Nichols, ali koji nije dosegnuo razinu popularnosti romana.

## Radnja
Drugi svjetski rat. Kapetan Yossarian, mladić asirskog podrijetla, smješten je u bolnici i glumi bol u jetri kako bi što dulje izbjegao povratak na bojišnicu. On je naime bombarder vojnog zrakoplovstva SAD-a smješten na talijanskom otoku Pianosi koji se boji da ga svatko želi ubiti. No kada je u bolnicu došao neki Teksašanin, ispraznio je cijelu sobu za 10 dana svojim dosadnim pričama. Yossarianov je najveći problem „kvaka 22“ koja tvrdi da se samo luđaci mogu poslati kući, no onaj tko je lud ne može zatražiti povratak jer bi to značilo da je zapravo zdrav. Na Pianosi ima puno sporednih likova: doktor Daneeka koji se boji da će ga poslati na bojišnicu na Tihom oceanu; Poglavica Bijeli Halfoat koji je slučajno otkrio naftu gdje god je postavio šator; Gladni Joe koji bi postao nervozan i imao noćne more jedino kada je trebao ići kući, ali bi bio smiren kada se norma za ratno letenje poveća; pilot McWatt koji uvijek ima naviku letjeti tako nisko s avionom da je tek nekoliko desetaka metara iznad tla; potporučnik Scheisskopf koji jedino želi sudjelovati u paradama i pobijediti u njima; major Major koji liči previše na Henryja Fondu i koji ne želi nikoga primiti u svoj ured te koji se iz dosade počeo krivo potpisivati s „Washington Irwing“ na službenim spisima, zbog čega je stigao vojni istražitelj kako bi to istražio; šef kantine Milo koji se stalno bavi krijumčarenjem hrane iz raznih zemalja kako bi je preprodavao i zaradio na tome; mladić Nately koji se zaljubio u jednu prostitutku koja ne mari osobito za njega; general Dreedle i major –de Coverley kojeg je pogodio neki starac s ružom u oko kada je bio na trijumfalnoj povorci u Rimu; Yossarianovi kolege Dunbar, Kid Sampson, Clevinger i Orr, te dobroćudni kapelan s kojim nitko ne želi provoditi vrijeme.
Yossariana najviše muči što pukovnik Cathcart stalno povisuje norme za vojne zadatke – prvo je povisio na 50, pa na 60, 70 da bi na kraju stigao i do norme od 80. Yossarian je u Rimu sreo prostitutku Lucianu i duboko se zaljubio u nju. Ona mu je dala svoju adresu, no on je nepromišljeno bacio cedulju. Kasnije mu je bilo žao i cijelu je noć tražio Lucianu po Rimu, no nikada je više nije sreo. Kada su vojnici drugom prilikom otišli u Rim i svratili u bordel, Nately se posvađao se nekim starcem koji je vodio lokal oko toga hoće li prije propasti Amerika ili Italija. Usput je otkrio da je taj starac namjerno pogodio majora de Coverleya u oko jer je mrzio Amerikance. S vremenom je sve više vojnika počelo ginuti u zadacima, od Clevingera pa sve do Orra koji je nestao s avionom.
Yossarian se spetljao s medicinskom sestrom Duckett, no ona je prekinula s njim kada je upoznala nekog doktora. Kid Sampson je poginuo kada je iznad njega prenisko preletio McWatt s avionom i prepolovio ga. McWatt se zatim s avionom zaletio u brdo i poginuo – a službenici su na spis mrtvih stavili i doktora Daneeka koji je prema službenim dokumentima bio s njim, iako je ovaj ostao na tlu i preživio. Nately je u jednom pohodu spasio svoju prostitutku od napasnih generala koji su je držali u jednom hotelu, a ona se zauzvrat zaljubila u njega. To ga je učinilo toliko sretnim da je već počeo planirati njihov zajednički život i brak, a bio je spreman udomiti njenu malu sestru. No Nately je također ubrzo poginuo na jednom zadatku, a ona je ostala shrvana i za sve okrivila Yossariana, iako ovaj s tim nije imao nikakve veze. S vremenom se otkriva da je Yossarian bio svjedok mučne smrti kolege Snowdena kada je na njih pucano dok su bili u avionu – Snowdenova se utroba rasula po podu i Yossarian ga nije mogao spasiti. Od tada je, radi prosvjeda, bio gol na njegovom sprovodu i na dodjeli priznanja, što je kapelan protumačio kao neki znak. Zbog odbijanja daljnjeg letenja, potpukovnik Korn i Cathcart su mu predložili nagodbu – poslat će ga kući s odlikovanjem, ali jedino ako samo govori dobre stvari o njima. Yossarian prihvati ali ga pri izlazu napadne Natelyjeva prostituka i rani. U bolnici ga posjeti major Danby koji mu savjetuje da prihvati ponudu, no baš tada Yossarian čuje da je Orr zapravo živ jer je samo odglumio smrt te se nekako domogao neutralne Švedske. Yossarian odluči također dezertirati i nekamo pobjeći, a Danby i kapelan ga radosno puste da ode.

## Utjecaj
Hellerova vlastita iskustva kao bombarder tijekom Drugog svjetskog rata uvelike su utjecale na njegov koncept "Kvake 22". Tijekom Vijetnamskog rata, lik Yossariana je postao antiratna ikona i spominjao se u opoziciji s ratom.
Češki pisac Arnošt Lustig spominje u svojoj knjizi "3x18" da mu je Joseph Heller osobno rekao da nikada ne bi napisao knjigu da nije prije pročitao slavni češki satirični roman Dobri vojnik Švejk Jaroslava Hašeka.

### Popis motiva radnje
- Razum i ludilo[6]
- Heroji i heroizam[6]
- Apsurdnost i neučinkovitost birokracije[6]
- Snaga birokracije[7]
- Preispitivanje religije[7]
- Neučinkovitost jezika[7]
- Neizbježnost smrti[7]
- Poremećena pravda[8]
- Koncept kvake 22[8]
- Pohlepa[8]
- Osobni integritet[8]
- Kapital i njegov nemoral[9]

## Rangiranje
- Moderna knjižnica je „Kvaku 22“ stavila na 7. mjesto (recezenti) i na 12. mjesto (čitatelji) na listi „100 najboljih romana napisanih na engleskom jeziku“[10]
- Radcliffe Publishing Course je „Kvaku 22“ stavio na 15. mjesto na listi „100 najboljih romana 20. stoljeća“[11]
- The Observer je "Kvaku 22" stavio na 74. mjesto na listi najboljih romana svih vremena[12]
- Time je "Kvaku 22" stavio na listu 100 najboljih romana na engleskom jeziku od 1923.[13]
- The Big Read BBC-a je "Kvaku 22" stavio na 11. mjesto na listi "najomiljenijih knjiga Britanije"[14]

## Vanjske poveznice
- Librarything.com
- Fotografije prvog izdanja romana
- Kvaka 22 kao pojam